# Centre hospitalier de l'Université de Montréal
Le Centre hospitalier de l’Université de Montréal (CHUM) est le plus grand centre hospitalier universitaire du Québec. Constitué en février 1995, il offre des soins et des services généraux et spécialisés à sa patientèle immédiate, mais également des services spécialisés et superspécialisés à une patientèle régionale et suprarégionale par l'entremise du Réseau universitaire intégré de santé et de services sociaux de l’Université de Montréal (RUISSS de l'UdeM).
Sa mission comporte cinq axes principaux : les soins et les services cliniques, l’enseignement, la recherche, l’évaluation des technologies et des modes d’intervention en santé et la promotion de la santé.
Le CHUM est né de la fusion de trois hôpitaux montréalais : l’Hôtel-Dieu, l’Hôpital Notre-Dame et l’Hôpital Saint-Luc. Il s'est progressivement doté de ses propres édifices : son Centre de recherche (CRCHUM ou Centre de recherche du centre hospitalier de l'Université de Montréal) en 2013, l'hôpital à proprement parler en 2017 et des bâtiments complémentaires en 2021. En conséquence, l'Hôpital Notre-Dame a été désaffilié en 2017, l'hôpital Saint-Luc a été démoli en 2018 tandis que le bâtiment de l'hôtel-Dieu, situé à distance, reste intégré au CHUM sous le nom de pavillon Jeanne-Mance.
Le CHUM compte environ 14 000 employés, ce qui inclut le personnel de santé, administratif et de recherche.

## Description

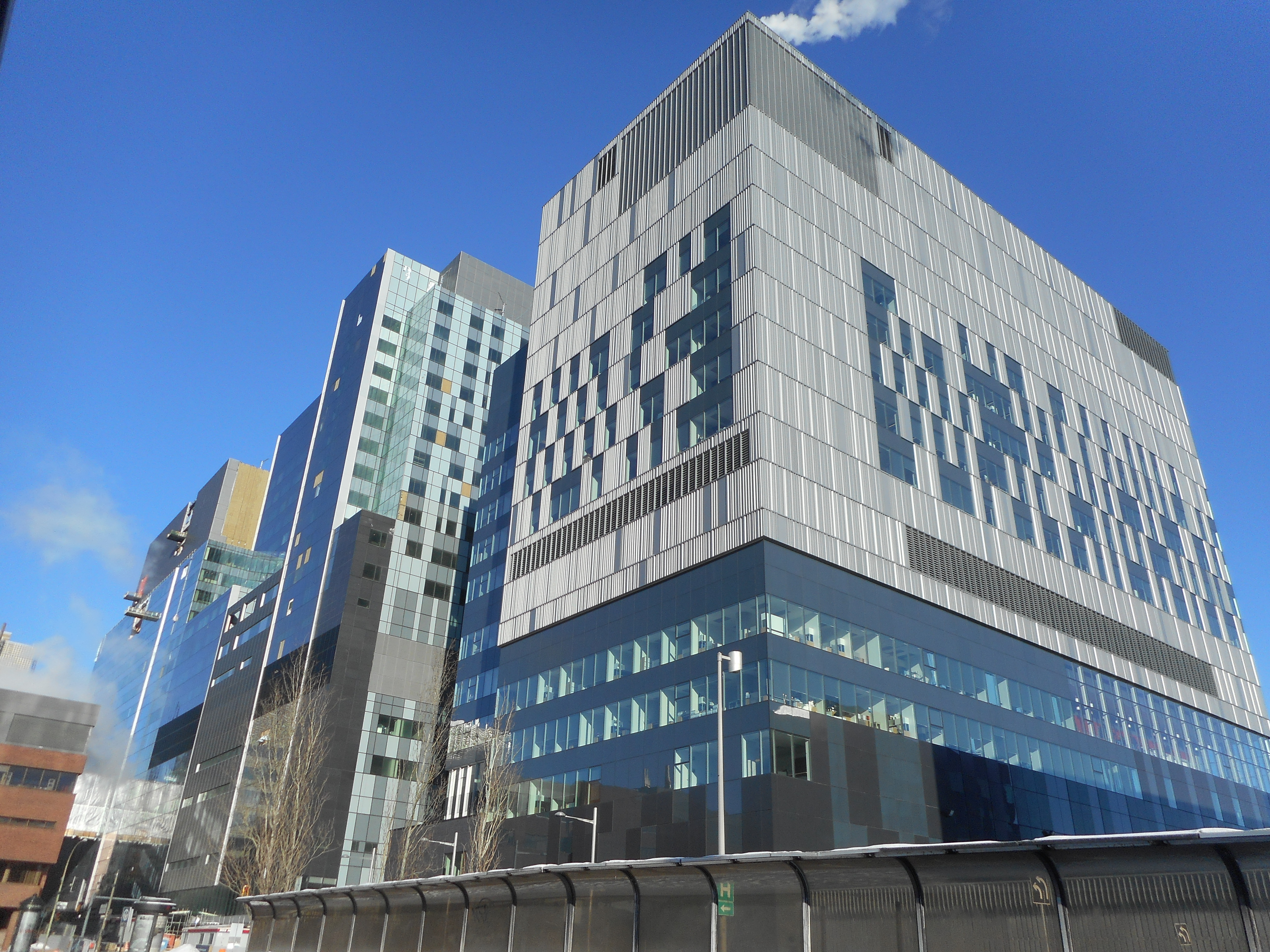
Le CHUM en 2016.

Un nouvel hôpital de 772 chambres fusionnant les trois établissements d'origine a commencé à accueillir des patients le 8 octobre 2017. Un total de 65 000 visites de patients y ont été effectuées lors de la première année. Un millier de médecins y pratiquent, tout comme 4 000 infirmières, infirmières auxiliaires et préposés aux bénéficiaires.
Le Centre de recherche du CHUM regroupe quant à lui plus de 275 chercheurs œuvrant dans des domaines variés touchant le mieux-être de la population.
En tant que centre hospitalier universitaire, le CHUM compte plus de 700 professeurs et permet chaque année à environ 6 000 étudiants et stagiaires de compléter leur formation dans le domaine de la santé. Celle-ci se fait souvent en complémentarité avec ses partenaires du Réseau universitaire intégré de santé et de services sociaux de l’Université de Montréal : le CHU Sainte-Justine et les centres hospitaliers universitaires affiliés.
Le nouveau site a été construit en partenariat public-privé, où la part gouvernementale s'élève à 3,5 milliards $, le consortium d'entreprises Groupe immobilier santé McGill gérant divers aspects des bâtiments au cours des 30 premières années de leur existence.

## Histoire

### Ancêtres
Le 1er février 1995, le Conseil exécutif du Québec ordonne la fusion de trois hôpitaux montréalais : l'Hôtel-Dieu, fondé en 1642 par Jeanne Mance, l'Hôpital Notre-Dame, fondé en 1880, et l’Hôpital Saint-Luc, fondé en 1908. Cette fusion est effective à partir de septembre 1996.

### Regroupement des hôpitaux

#### Controverse sur l'emplacement

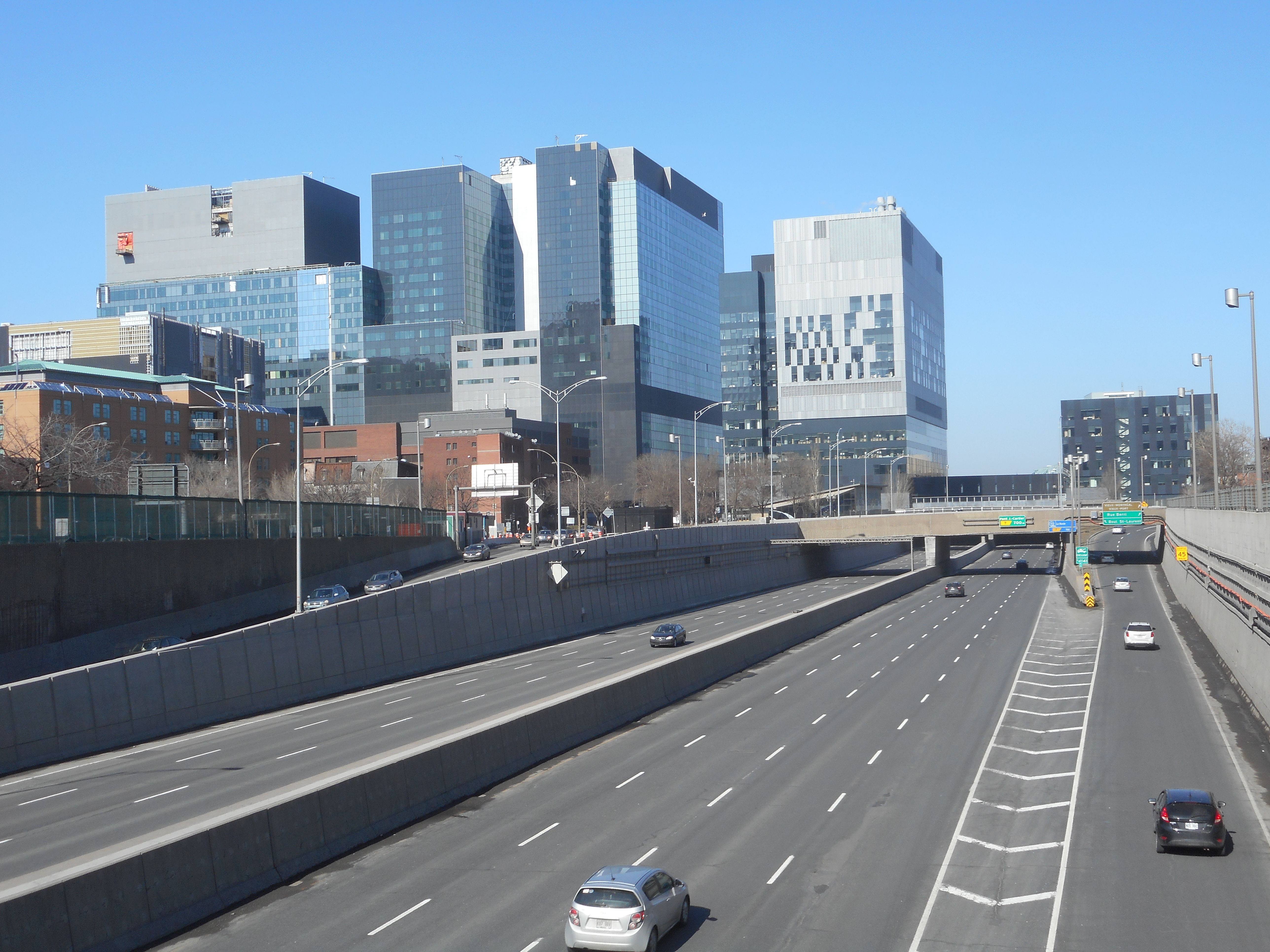
Le site est situé dans le quartier latin, près de l'autoroute Ville-Marie.

Le 17 décembre 1999, le premier ministre du Québec, Lucien Bouchard, et la ministre de la Santé et des Services sociaux, Pauline Marois, annoncent la décision du gouvernement d’aller de l’avant avec le projet d’un centre hospitalier universitaire regroupé sur un seul site. Quelques semaines plus tard, en janvier 2000, Pauline Marois confirme l’implantation du CHUM dans un immeuble neuf sur un site unique, le 6000, rue Saint-Denis, au coût de quelque 700 millions de dollars.
En janvier 2003, le nouveau gouvernement du Parti libéral du Québec remet en question cette décision et met en place une Commission d’analyse des projets d’implantation du CHUM et du CUSM, coprésidée par Daniel Johnson et Brian Mulroney. En 2004, les commissaires recommandent l’abandon du projet de construction du CHUM au 6000 Saint-Denis, favorisant ainsi le site du 1000 Saint-Denis, autour du site de l'hôpital Saint-Luc. Mais à l'été 2004, le recteur de l'Université de Montréal, Robert Lacroix, crée une controverse en proposant le site de la gare de triage d'Outremont au conseil d'administration du CHUM,. Dans les mois qui suivent, plusieurs appuient le projet de construire le CHUM sur le site de la gare de triage d'Outremont, dont Lucien Bouchard et plusieurs médecins influents du CHUM.

#### Construction du nouveau centre hospitalier

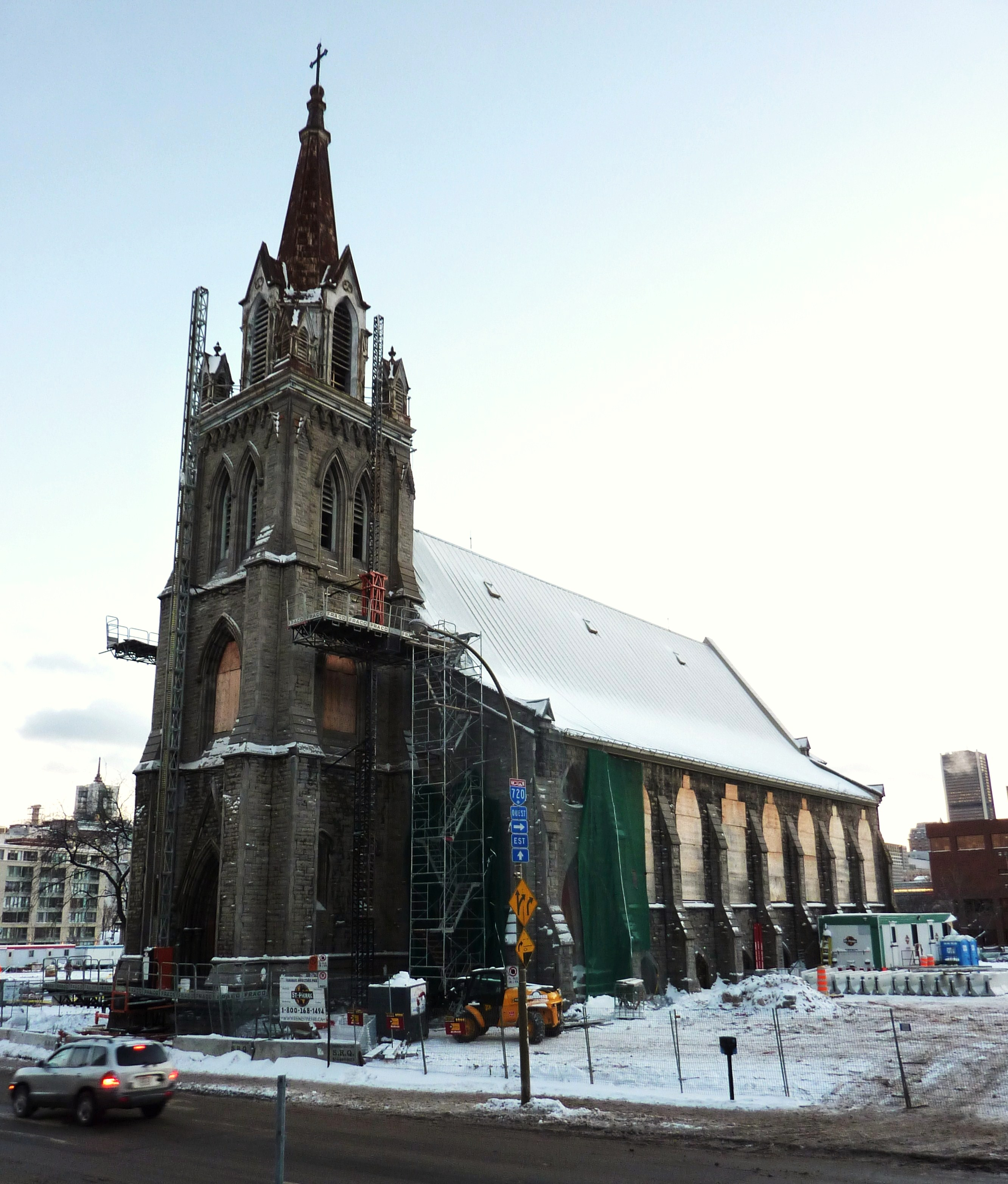
L'église Saint-Sauveur, sur le site choisi pour l'établissement du CHUM, est démolie en 2011. Seul son clocher est conservé.

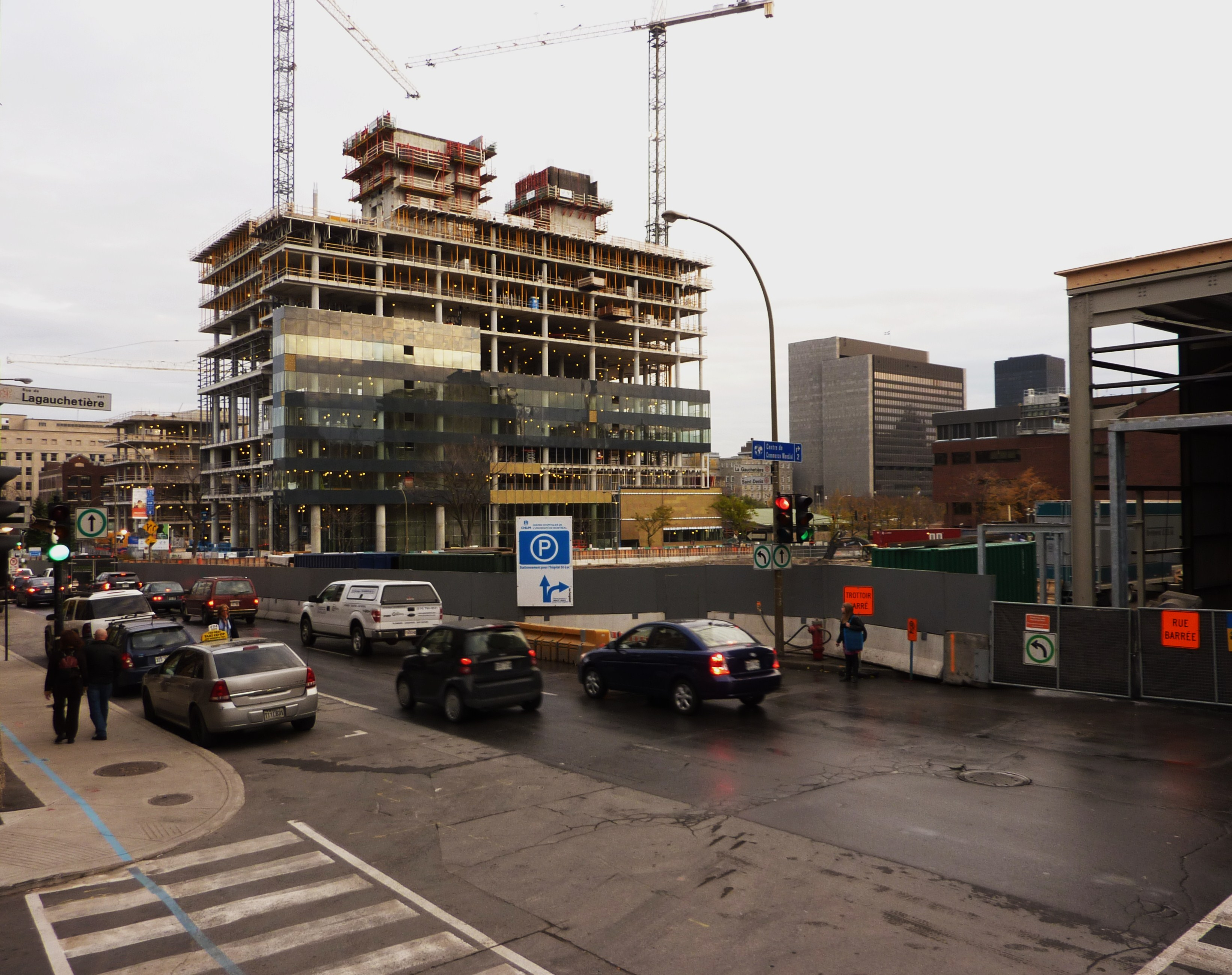
Avancement des travaux sur le site Saint-Sauveur en 2011.

Finalement, le 24 mars 2005, le gouvernement du Québec fait un choix définitif pour ce projet en décidant qu'il sera situé au 1000, rue Saint-Denis, dans l'est du centre-ville. Après de multiples délais, l'ouverture partielle de ce nouveau complexe hospitalo-universitaire de calibre international est maintenant prévue lors de la réalisation de la phase 1 en 2014 et la phase finale devrait être complété en 2018. Le CHUM centre-ville est un projet qui vise à accroître la qualité et l’accessibilité des soins médicaux et hospitaliers à la population, à assurer la formation d’une relève de qualité en soins de santé au Québec et à intégrer la recherche et l’évaluation des technologies dans la continuité d’une contribution à l’industrie du savoir.
La première phase des travaux sur le site retenu débute en mars 2010 avec le début de la construction du Centre de recherche du CHUM. Les travaux préparatoires de l'ensemble du site du CHUM se développent de novembre 2010 au printemps 2011. Ainsi, les bâtiments situés sur le côté ouest de la rue Saint-Denis, entre l'avenue Viger et la rue de La Gauchetière, sont démolis, certains déconstruits.
Le clocher de l’église Saint-Sauveur (au coin des rues Saint-Denis et Viger) sera déconstruit de manière à récupérer les pierres, lesquelles seront ensuite entreposées afin de permettre leur réintégration dans le nouveau CHUM.
Plus concrètement, le CHUM consiste à aménager 772 lits sur un site unique dans l’esprit d’un équilibre fonctionnel, social et environnemental pour la population de Montréal et de l’ensemble du Québec.
La phase 1 – Le Centre de recherche du CHUM inauguré en 2013
La phase 2 – Le Centre hospitalier inauguré en 2017
La phase 3 – La dernière phase de construction voit l'ajout de 1000 places de stationnement, en 2020. Le 10 juin 2021, la troisième et dernière phase des travaux s'achève avec l'inauguration de l'amphithéâtre Pierre-Péladeau.  L'amphithéâtre reçoit le Prix d'excellence en architecture dans la catégorie Bâtiments institutionnels publics ainsi que le Prix du public rémise par l'Ordre des architectes du Québec.
Les architectes de la phase initiale sont CannonDesign (en), NEUF architect(e)s (en), avec Menkès Shooner Dagenais LeTourneux comme chargée de projet adjointe et responsable du contrôle de la qualité architecturale du projet, rejoint par Jodoin Lamarre Pratte architectes.

#### Regroupement administratif avec le Centre hospitalier universitaire Sainte-Justine
Outre le regroupement de ces centres hospitaliers sous un même toit, le Centre hospitalier universitaire Sainte-Justine a vu son conseil d'administration et sa structure administrative regroupés avec celle du CHUM au mois de septembre 2015 par le ministre de la Santé et des Services sociaux du Québec, Gaétan Barrette. Des inquiétudes émises notamment par des professionnels et des parents de patients de cette institution de soins pédiatriques ont donné naissance à un mouvement de contestation,. Le ministre Barrette a renversé sa décision au mois d'avril 2018, deux semaines après que le Conseil des médecins, dentistes et pharmaciens de Sainte-Justice ait annoncé son intention de contester devant les tribunaux la légalité du regroupement administratif,,.

## Controverses

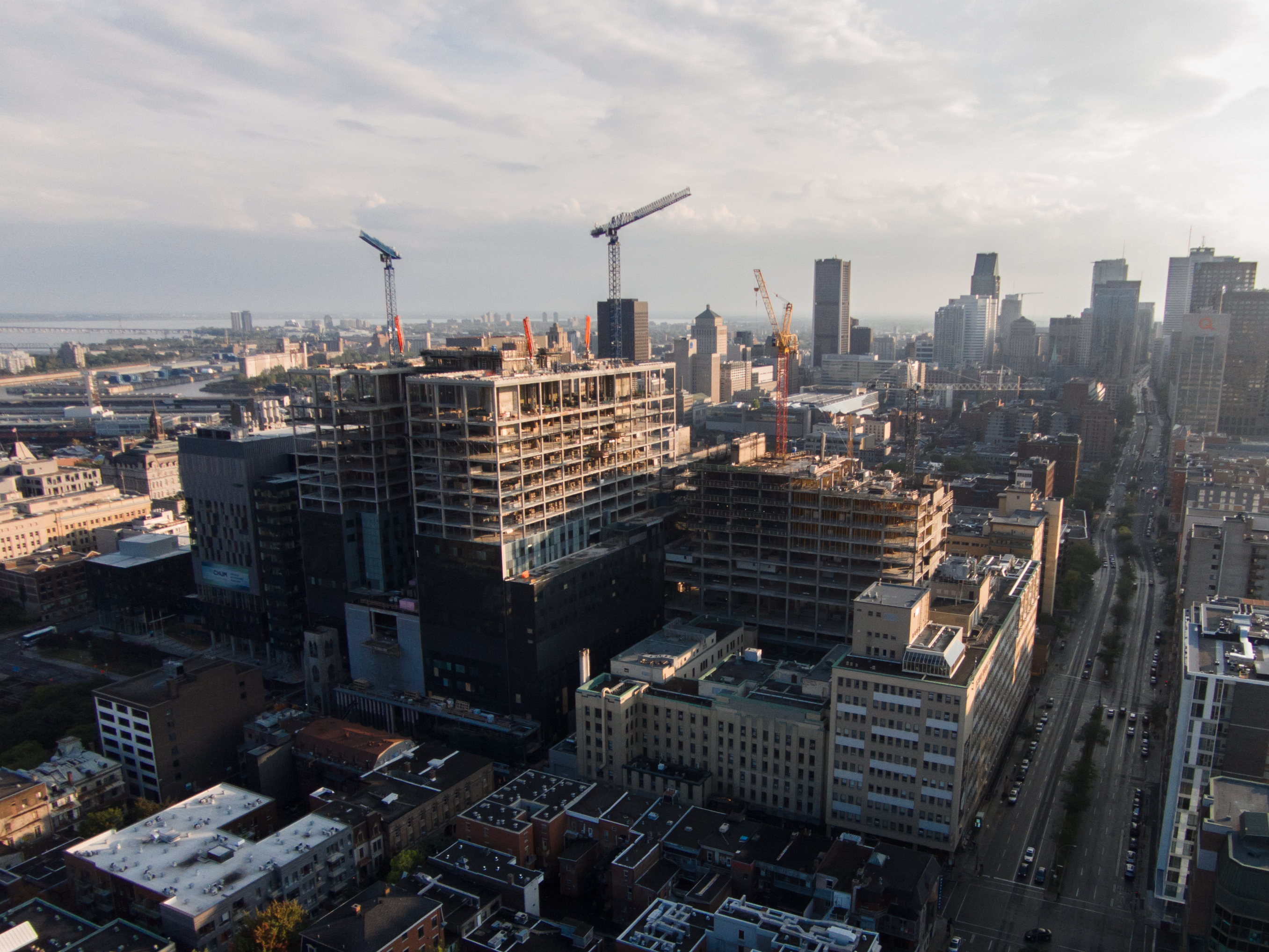
Vue aérienne des travaux de construction du CHUM en 2014.

Depuis son annonce initiale, en 1995, le CHUM a fait l'objet de controverses :
- Controverse sur le site : D'un côté, la gare de triage d'Outremont, projet soutenu par l'ancien premier ministre Lucien Bouchard et une partie du monde des affaires montréalais[29] (Jean Coutu, Pauline Marois, Mario Dumont et la famille Desmarais) ainsi que la moitié des médecins spécialistes du CHUM[30]. De l'autre, les défenseurs d'un CHUM au centre-ville, avec l'ancien ministre de la Santé, Philippe Couillard, l'ex-présidente du Conseil du Trésor, Monique Jérôme-Forget, l'ex-ministre de la Sécurité publique Jacques Chagnon, le représentant de la population au Conseil d'administration du CHUM, Marc Laviolette, le directeur adjoint du CHUM, Sylvain Villiard, le président du Comité des usagers du CHUM, Jean-Marie Dumesnil et l'ancien premier ministre Daniel Johnson. La virulence des échanges est telle que de nombreuses sorties dans la presse des différents interlocuteurs laissent un doute réel dans l'esprit de la population quant à la finalisation de ce projet jusqu'à l'annonce du gouvernement libéral du premier ministre Jean Charest d'opter pour le choix du 1000, rue Saint-Denis.
- Controverse également sur l'envergure du CHUM : le nombre de lits (500 avec délestage, 700 puis finalement 772), la présence ou non de certaines spécialités (ophtalmologie), le nombre de salles d'opérations (30, 39 puis 39 plus possiblement 4 pour l'ophtalmologie), jusqu'au nombre de places de stationnement pour cet hôpital situé au centre-ville[31] voire à la disponibilité d'un bureau pour chaque médecin œuvrant au CHUM[32].

## École d’intelligence artificielle
L'École d’intelligence artificielle en santé du CHUM a été fondée au mois de novembre 2018, pour encadrer les nombreux projets existants qui utilisent déjà ces technologies et pour aider les professionnels du réseau de la santé à les apprivoiser. L'école a été mise sur pied notamment en réaction à l'arrivée dans le monde de la santé de divers produits de consommation recueillant de l'information médicale sur leurs utilisateurs, telles que les montres du géant Apple,.

## Galerie de photos

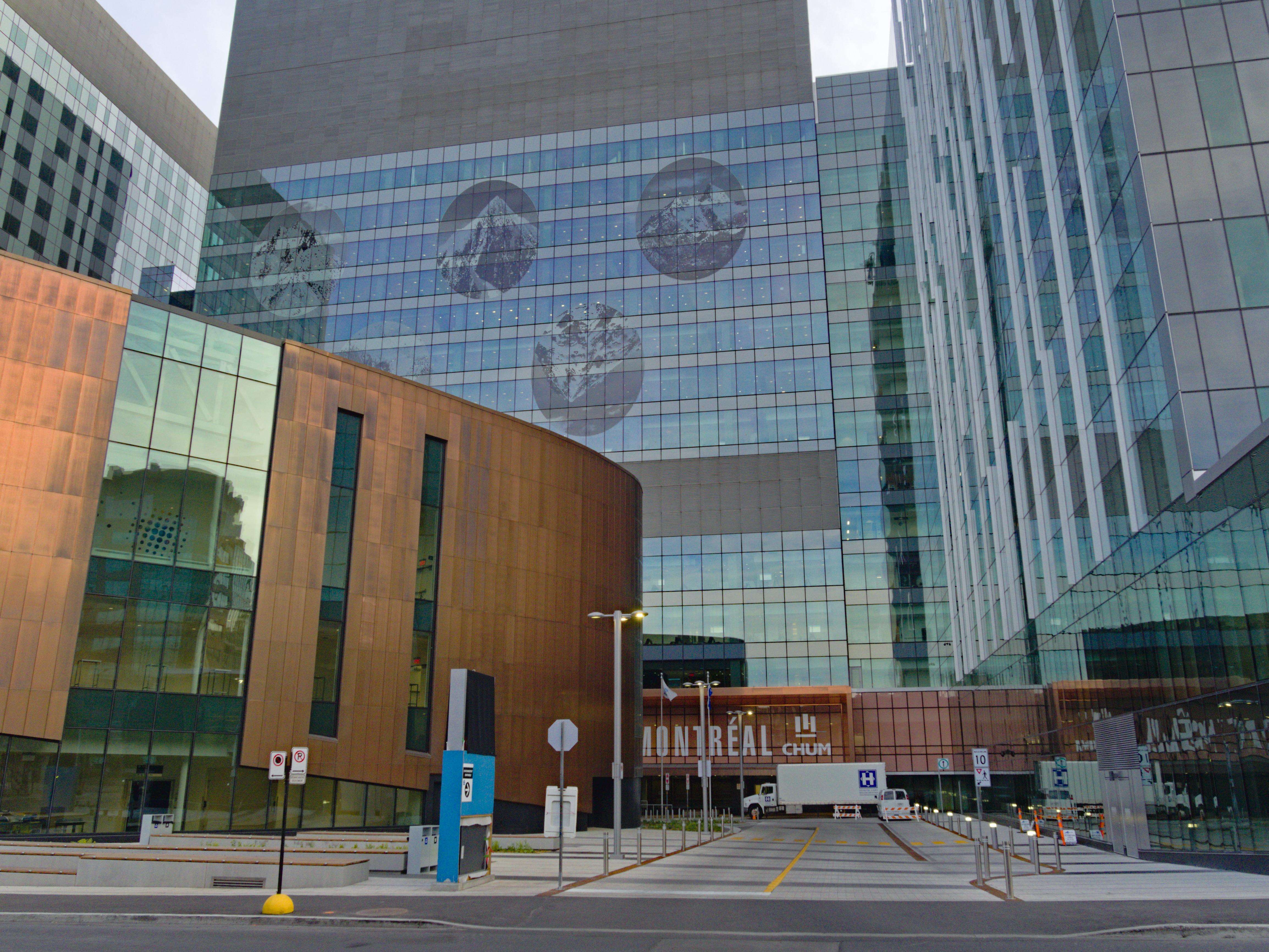
L'entrée du CHUM sur la rue Saint-Denis.
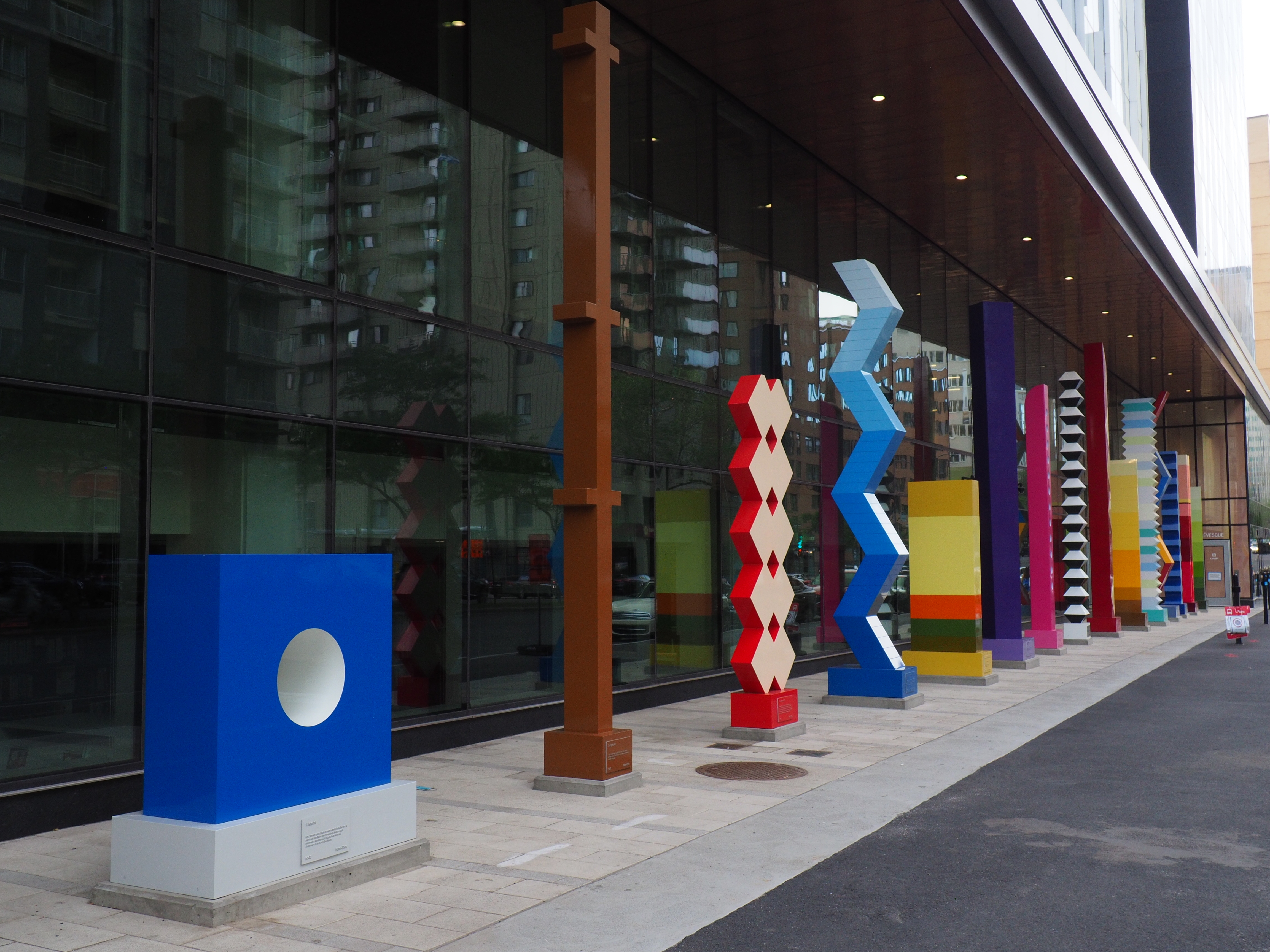
Œuvre d'art d'Ibghy & Lemmens au CHUM sur le boulevard René-Lévesque.
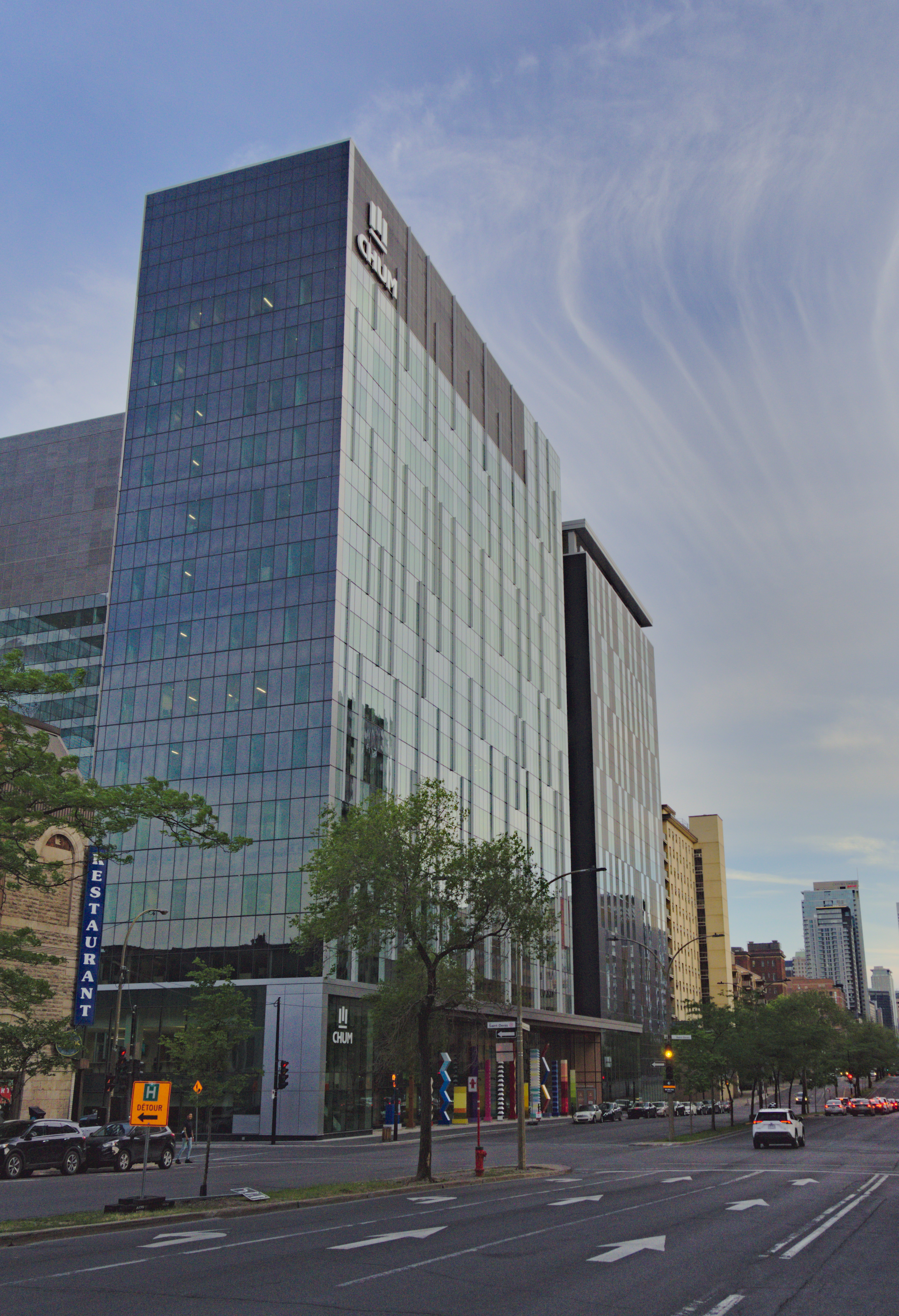
Le pavillon B du CHUM abritant des bureaux et la bibliothèque.
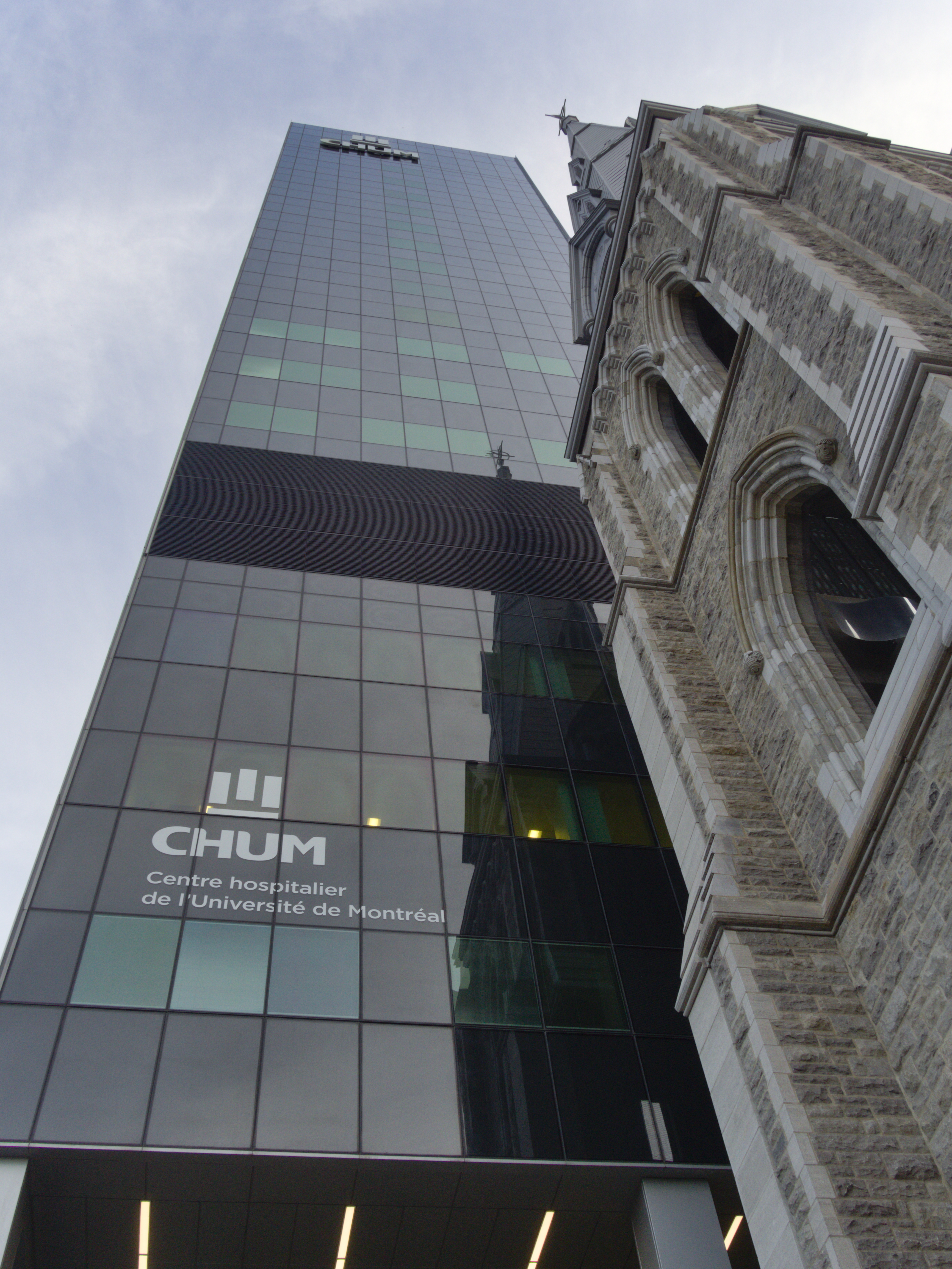
Le pavillon D du CHUM et le clocher de l'ancienne église St-Sauveur.
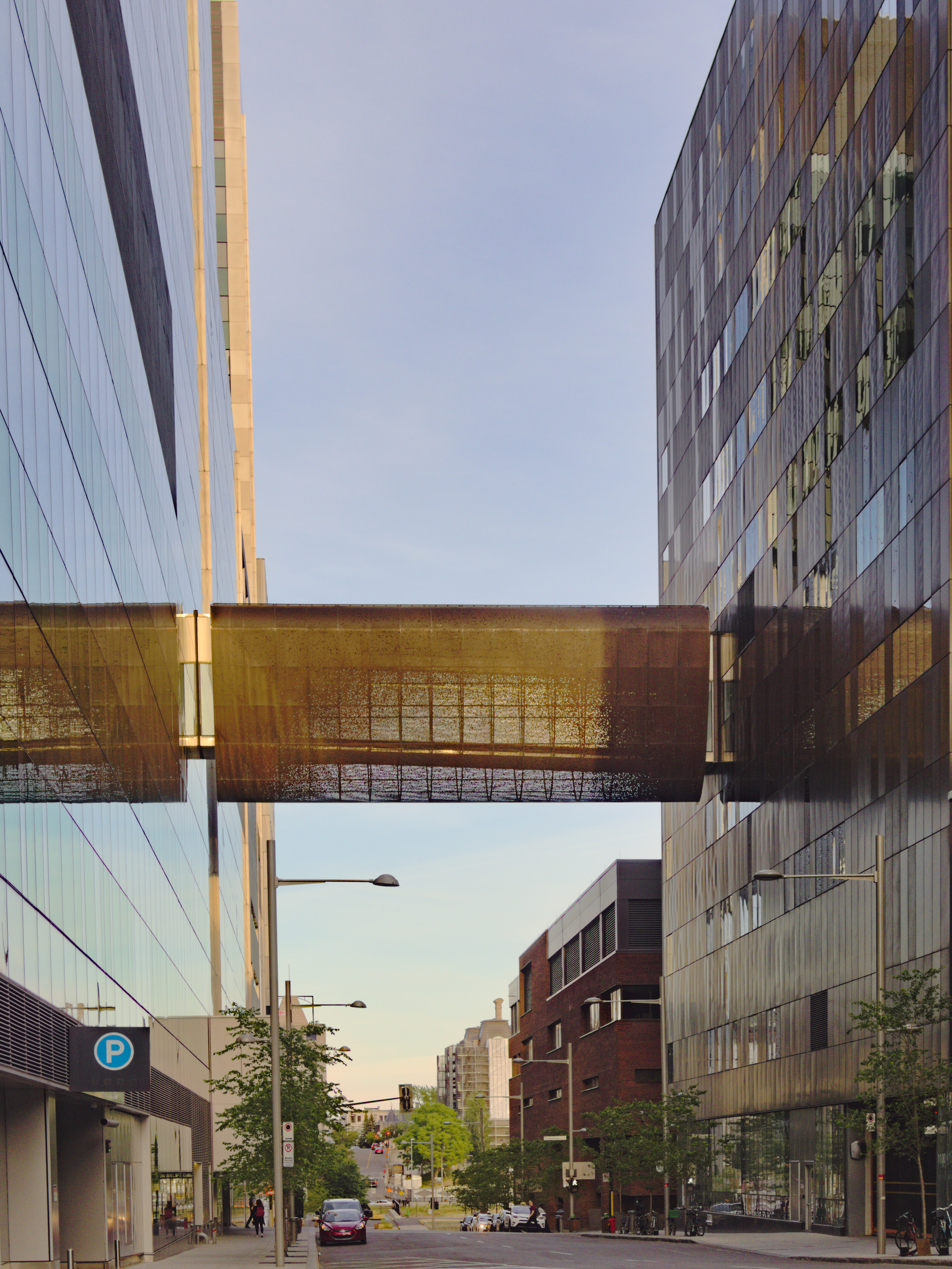
La passerelle du CHUM sur la rue Sanguinet reliant les pavillons F et C